# Martha von Wittich
Martha von Wittich (1858–1931) war eine deutsche Komponistin.

## Leben und Wirken
Martha von Wittich stammte aus einer adligen Familie.
Sie lebte viele Jahre in Berlin und  war Mitglied im Verein der Berliner Künstlerinnen und im Lyceum-Club. Sie hatte auch Kontakt zu dem Sänger Andreas Nikolaus Harzen-Müller.
Von Martha von Wittich sind einige Liedkompositionen erhalten.
2012 und 2013 wurde je ein Lied von ihr aufgeführt.

## Kompositionen
- Opus 5 Vier Lieder für 1 Singstimme mit Pianofortebegleitung
  - Nr. 1 Spes, ultima dea (Hoffnung, letzte Zuflucht), Text Anonymous
  - Nr. 2 Frühlingssturm, Text Anonymous
  - Nr. 3 Waldvögleins Botschaft, Text Anonymous
  - Nr. 4 Unruhe, Text Otto Roquette
- Opus 6 Zwei Lieder für 1 Singstimme mit Pianoforte
  - Nr. 1 Ich glaub’, lieber Schatz, Text Anna Ritter
  - Nr. 2 Märzensturm, Text Anna Ritter
- Opus 7 Drei Lieder für 1 Singstimme mit Pianofortebegleitung
  - Nr. 1 Sehnsucht, Text Anna Ritter
  - Nr. 2 Warnung
  - Nr. 3 Schelmenlied, Text Anna Ritter
- Opus 8
  - Am Schreibtisch sitzt mein Kindchen, Text Theresa Gröhe (geb. Pauli, Pseud. T. Resa)